# انیا (اسپانیا)
انیا (اسپانیا) (به اسپانیایی: Oña) یک شهرستان در اسپانیا است.